# Night in Paradise
Night in Paradise (Originaltitel: Nagwon-ui Bam) ist ein Film noir des südkoreanischen Regisseurs Park Hoon-jung aus dem Jahr 2020. Die Hauptrollen spielen Eom Tae-goo und Jeon Yeo-been. Die Weltpremiere des Films erfolgte am 3. September 2020 bei den 77. Internationalen Filmfestspielen von Venedig. Aufgrund der COVID-19-Pandemie wurde von einem Kinostart abgesehen. Stattdessen entschieden sich die Produzenten, die weltweiten Vertriebsrechte an den Streamingdienst Netflix zu veräußern. Auf der Plattform wurde der Film am 9. April 2021 veröffentlicht.

## Handlung
Tae-gu arbeitet für einen Mafia-Clan in Seoul, der von Mr. Yang angeführt wird, der bereits deutlich über 50 ist. Da Tae-gu klug, brutal und furchtlos ist, interessiert sich auch die konkurrierende Mafiafamilie, die von Herrn Doh angeführte Bukseong-Gang, für ihn, deren Angebot sich ihnen anzuschließen er jedoch ablehnt.
Kurz darauf wird seine schwerkranke Schwester, die gemeinsam mit ihrer kleinen Tochter zu Tae-gu ziehen wollte in seinem Auto durch eine Autobombe getötet. Yang überzeugt Tae-gu, dass Doh für die Morde verantwortlich sein müsse und diese verübt habe, da Tae-gu nicht auf sein Angebot eingegangen ist. Tae-gu, den der Tod seiner einzigen Familienangehörigen tief getroffen hat, lässt sich darauf ein, Herrn Doh in einem Dampfbad zu erstechen und wird von Herrn Yang auf die Insel Jeju geschickt, von wo er nach Russland weiterreisen soll.
Yang spielt jedoch ein falsches Spiel, er lässt Tae-gu's Gefolgsleute brutal ermorden und muss sich Ma Sang-gil (genannt Präsident Ma) dem neuen Anführer der Bukseong-Gang stellen, der ihn gern tot sehen würde. Die beiden treffen sich im Büro eines korrupten Polizisten, der ihnen erklärt es habe genug Tote gegeben und von Yang verlangt, den Mörder von Herrn Doh an Ma auszuliefern, damit dieser ihn töten könne und so die Ehre der Bukseongs wieder herstellen könne. Yang dürfe er jedoch nicht töten, betont der Polizist, da dieser durch Schmiergeldzahlungen mit noch einflussreicheren Personen verbunden sei.
Auf der Insel ist Tae-gu bei der Jae-yeon und ihrem Onkel Kuto untergebracht, der einen als Fischhandel getarnten Waffenhandel betreibt. Jae-yeon verhält sich ihm gegenüber spröde und herablassend, während er beginnt, sich zu fragen, warum er keinen seiner engeren Vertrauten erreichen kann. Bereits nach wenigen Tagen bekommt Tae-gu mit dass Jae-yeon, die eine exzellente Schützin ist, sich nach dem Schießtraining das Leben nehmen möchte. Wenig später erfährt Tae-gu von Kuto, dass er mit seiner Nichte in die USA auswandern möchte, da sie eine seltene Krankheit hat, die sie auf der Insel bereits in wenigen Wochen umbringen würde. 
Kuto wird jedoch von seinen Waffenkunden ermordet, was jedoch auch die vier Männer nicht überleben, da Tae-gu und Jae-yeon eintreffen, bevor sie die Lagerhalle verlassen können. Jae-yeon ist verzweifelt über den Tod ihres Onkels, doch Tae-gu drängt sie zur Eile und die beiden flüchten in ein Hotel. Am Abend erzählt Jae-yeon, dass sie ihre Eltern und ihre Schwester als Teenagerin verloren hat, weil Kuto selbst Teil einer Gang war, die ihn durch den Tod seiner Familie bestrafen wollte. Die beiden beginnen einander emotional näher zu kommen.

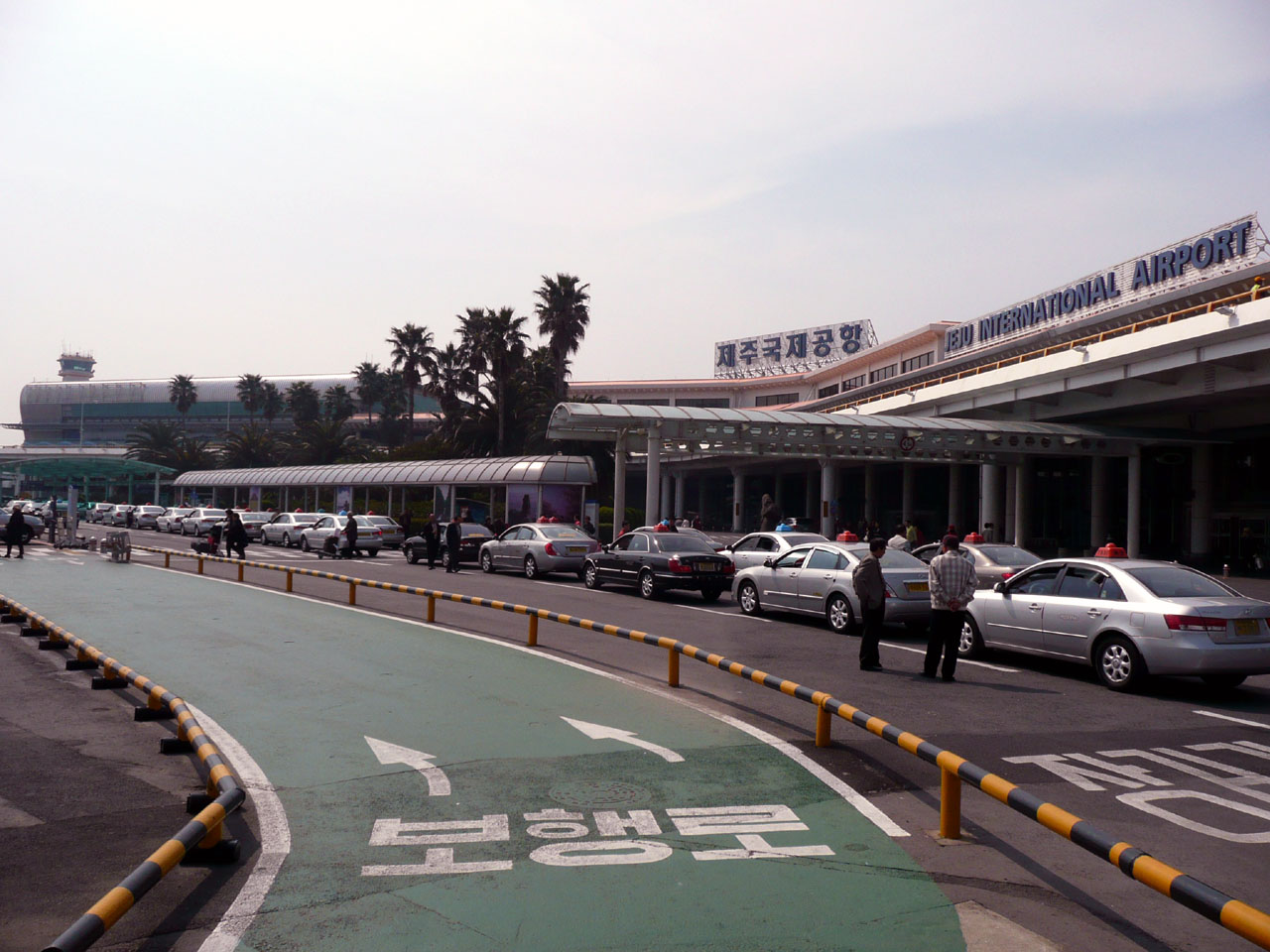
Der Flughafen von Jeju

Am nächsten Tag bittet Yang Tae-gu zum Flughafen zu kommen, wo er ihn mit einer Delegation der Bukseong-Gang erwartet, die von Herrn Ma angeführt wird. Als er bereits die Halle betritt erreicht ihn die verzweifelte Warnung eines Freundes, der die Säuberungsaktion nach dem Mord an Doh verletzt überlebt hat. Doch Tae-gu wurde bereits bemerkt und flieht mit dem Auto vor mindestens zwanzig Verfolgern. Es gelingt ihm zu entkommen, aber am Hotel angekommen erfährt er, dass Tae-gu zurück zu ihrem Haus gefahren ist, weil sie ihren Onkel beerdigen möchte. Er versucht sie telefonisch davon abzuhalten, doch es ist zu spät - sie wird von Ma und seinen Leuten festgehalten, die sie nun als Druckmittel gegen Tae-gu verwenden. Bevor er eintrifft lässt Ma durchblicken, dass er sich an Jae-yeon erinnert, die sich durch ihre gewohnt zynischen Kommentare abgrenzt. Er war es, der damals die Hinrichtung an ihrer Familie durchgeführt hat. Nun muss sie mit ansehen, wie Tae-gu schwer misshandelt wird, bevor man ihm mitteilt, dass Yang für den Tod an seiner Schwester und Nichte verantwortlich war, da er Angst hatte ihn an Bukseong-Gang zu verlieren. 
Blutend und verzweifelt greift Tae-gu Yang an, dem jedoch ein Messer zugespielt wird, ohne dass er Tae-gu nicht gewachsen gewesen wäre. Nachdem Ma sich den blutigen Kampf eine Weile angesehen hat lässt er die beiden trennen. Er bedauert die Tatsache, dass er Yang nicht töten darf, der die gesamte Situation verschuldet hat, bevor er mehrmals auf Tae-gu einsticht. Jae-yeon wird nicht getötet, da Ma Tae-gu zuvor sein Versprechen gegeben hat, sie werde freikommen, wenn er sich stellen würde.
Am nächsten Morgen erkundigt sie sich, wo die Gruppe ihr Frühstück einnimmt. Sie fährt mit dem Motorroller vor, parkt, nimmt einige Waffen mit und betritt das Lokal, wobei sie hinter sich die Tür abschließt. Drei Paar Schuhe stehen vor einem privaten Nebenraum, alle anderen Gangmitglieder sitzen im Hauptraum, wo sie umgehend ein Blutbad anrichtet, dass keiner überlebt. Auch Ma und Yang, die mittlerweile in der Tür des Separees stehen sind unbewaffnet. Ma sieht sie an und sagt, er akzeptiere, dass sie ihre Familie zu rächen möchte, bevor sie ihn erschießt. Yang dagegen bettelt um sein Leben und verkriecht sich in der hintersten Ecke, wo sie ihn mit zahlreichen Schüssen niederstreckt. 
Jae-yeon verlässt das Restaurant, fährt mit dem Motorroller an den Strand und geht mit den Füßen ins Wasser. Die Polizeisirenen sind bereits zu hören, dann steigen die Polizisten aus und laufen auf sie zu. Jae-yeon legt setzt ihre Waffe an ihre Schläfe und erschießt sich, bevor die Polizei sie erreicht.

## Produktionsnotizen
Regisseur Park Hoon-jung sagte, die Insel Jeju soll mit seinem wunderschönen Meer und seinem blauen Himmel einen Kontrast zur düsteren Rachegeschichte darstellen. Er hofft, dass die Zuschauer die Ironie zwischen Handlung und Szenerie erkennen.